# おしえて A to Z
「おしえて A to Z」（おしえてエートゥーズィー）は、声優・田村ゆかりの18枚目のシングル。2010年4月28日にキングレコードから発売された。

## 概要
- テレビアニメ『B型H系』オープニングとエンディングを含む3曲入りで、初回限定盤はデジパック仕様になっている。
- これまで田村自身が出演するアニメで主題歌をリリースしたことはあったが、オープニング・エンディング両方を声優名義で担当するのは今作が初めてとなる。

## 収録曲
全作曲・編曲：太田雅友
1. おしえて A to Z [4:04]
作詞：ふじのマナミ
2. 裸足のプリンセス [4:30]
作詞：ふじのマナミ
3. 涙のループ [5:00]
作詞：松井五郎

## タイアップ
| 曲名             | タイアップ                                                                              |
| ---------------- | --------------------------------------------------------------------------------------- |
| おしえて A to Z  | テレビアニメ『B型H系』オープニングテーマ                                                |
| 裸足のプリンセス | テレビアニメ『B型H系』エンディングテーマ                                                |
| 涙のループ       | 文化放送系ラジオ『田村ゆかりのいたずら黒うさぎ』2010年4月-2010年8月度エンディングテーマ |

## 収録アルバム
| 曲名            | 収録アルバム                           |
| --------------- | -------------------------------------- |
| おしえて A to Z | 『シトロンの雨』（2010年9月8日）       |
| おしえて A to Z | 『Everlasting Gift』（2012年10月17日） |